# Državnozborske volitve v Sloveniji 2022
10. volitve v Državni zbor Republike Slovenije so potekale v nedeljo, 24. aprila 2022, in so šele druge redne državnozborske volitve po letu 2008. Predsednik republike Borut Pahor je datum volitev uradno potrdil 20. januarja 2022.
Na volitvah je zmagala nova stranka Gibanje Svoboda, ki je osvojila 34,45 odstotkov glasov in osvojila 41 poslanskih mest, kar je največ v zgodovini Republike Slovenije. Prav tako je postalo prva stranka, ki je prejela več kot 400.000 glasov. Na drugo mesto se je uvrstila tedaj največja vladna stranka Slovenska demokratska stranka, ki je osvojila 27 poslanskih mest, osem pa jih je na tretjem mestu osvojila stranka Nova Slovenija. Četrta stranka po rezultatu so bili Socialni demokrati, ki so prejeli sedem poslanskih mest, najmanjša parlamentarna stranka pa je postala Levica s petimi poslanci. Državni zbor je imel tako v novi sestavi pet političnih strank, kar so štiri manj od predhodnega sklica. Pod parlamentarnih pragom so ostale liste oz. stranke Lista Marjana Šarca, Povežimo Slovenijo (del katere je bila parlamentarna stranka Konkretno), Stranka Alenke Bratušek, DeSUS in Slovenska nacionalna stranka.
Po več kot en odstotek glasov, kar jim omogoča financiranje iz državnega proračuna, je pod parlamentarnih pragom prejelo deset list oz. strank: Lista Marjana Šarca, Povežimo Slovenijo, Državljansko gibanje Resni.ca, Stranka Alenke Bratušek, Nestrankarska ljudska lista Gibanja Zdrava družba, Naša prihodnost in Dobra država, Piratska stranka Slovenije, Naša dežela, Slovenska nacionalna stranka in Vesna - zelena stranka.
Volilna udeležba je bila višja kot na volitvah leta 2018, in sicer 70,79 odstotna. Glas je oddalo 1.203.373 volilnih upravičencev; veljavnih glasovnic je bilo 1.192.293, neveljavnih pa 11.080.
Državna volilna komisija je 7. maja 2022 sporočila, da je računalnik narobe izračunal poslanske mandate nekaterim kandidatom pri treh strankah, in sicer pri Gibanju Svoboda, Novi Sloveniji in Levici. Napako so ugotovili pri ponovnem izračunavanju poslanskih mest. Razmerje poslanskih mest med strankami je ostalo enako. Državna volilna komisija je uradni zapisnik volitev predsedniku republike predala 8. maja 2022.

## Ozadje

### Volilni sistem
90 poslancev državnega zbora se voli na dva načina, po proporcionalnem in večinskem volilnem sistemu. 88 poslancev se voli po proporcionalnem volilnem sistemu v osmih volilnih enotah, kjer vsaki enoti pripada 11 mandatov (en mandat za en volilni okraj). Preostala dva mandata pa sta rezervirana za poslanca italijanske in madžarske narodne manjšine, zato se na območjih, kjer živita manjšini, oblikujeta še dve dodatni enoti, v katerih pripadniki manjšin kandidata izvolijo po večinskem volilnem sistemu. V Sloveniji je v veljavi štiriodstotni volilni prag za vstop v DZ (štirje poslanski sedeži), kar pomeni, da se pri delitvi mandatov upoštevajo le liste, ki na območju celotne države dobijo najmanj štiri odstotke od skupnega števila glasov.
Predstavnika manjšin se glasuje tako, da volivec pred priimki in imeni kandidatov označi prednostni vrstni red kandidatov s številkami od 1 naprej. Kandidatu se za vsako prvo mesto dodeli toliko točk, kolikor je kandidatov na glasovnici, za vsako naslednje mesto pa točko manj. Nato se točke seštejejo, tisti, ki jih prejme največ, je izvoljen v državni zbor.
Preostalih 88 mandatov se izračuna po dveh ravneh, na ravni volilnih enot in na ravni države. Mandati se strankam na ravni volilnih enot dodelijo z uporabo Droopovega količnika. Droopov količnik izračunamo tako, da skupno število oddanih glasov vseh volivcev v neki enoti delimo s številom poslancev, ki se volijo v volilni enoti (11), čemur dodamo še enega, tako da dobimo število 12. Kot primer lahko vzamemo, da je recimo v volilni enoti Ljubljana center oddalo glas 180.000 volivcev, kar pomeni, da bo Droopov količnik v tej enoti 15.000 (180.000 / 12 = 15.000). Število mandatov, ki jih dobi posamezna stranka, se izračuna tako, da se pogleda, kolikokrat je Droopov količnik vsebovan v glasovih za posamezno listo. Če bi naša namišljena stanka v tej volilni enoti prejela 40.000 glasov, bi v enoti dobila dva mandata, saj je Droopov količnik v številki 40.000 vsebovan dvakrat (40.000 / 15.000 = 2, ostanek je 10.000). V volilni enoti sta tako izvoljena tista dva kandidata iz tistih dveh volilnih okrajev, kjer je stranka dobila največji odstotek glasov.
Da preostanek glasov na ravni volilnih enot ne bi šel v nič, se vsi nerazporejeni glasovi (v zgornjem primeru 10.000) upoštevajo, ko gre za delitev mandatov na ravni države. Na ravni države se porazdeli še preostanek mandatov, ki ni bil razdeljen na ravni volilnih enot (leta 2014 so recimo na ravni volilnih enot podelili 53 mandatov, kar pomeni, da so preostalih 35 podelili na državni ravni). Pri tem se upoštevajo vse stranke, razen tistih, ki so kandidaturo vložile le v eni volilni enoti, in seveda tistih, ki glede na volilni izid v celotnem volilnem telesu niso dosegle volilnega praga. Pri računanju delitve na ravni države v Sloveniji uporabljamo d'Hondtov sistem. To pomeni, da se sešteje vse glasove, ki jih je dobila posamezna stranka v vsej Sloveniji, nato pa se to število deli najprej z ena, dva, tri … in z vsemi števili do števila 88 (število poslancev DZ brez dveh poslancev manjšin). Nato se med rezultati vseh strank izloči 88 največjih števil in mandati se podelijo. Za lažjo predstavo si lahko predstavljamo da je naša namišljena stranka na ravni države dobila 200.000 glasov. To število nato delimo z 1 (= 200.000), z 2 (= 100.000), s 3 (= 66.666,66) in tako naprej vse do konca, ko se število glasov deli še z 88 (= 2272,72). Lahko si predstavljamo tabelo vseh teh rezultatov kjer je na vrhu v prvi vrstici prvi rezultat (200.000), v 88. vrstici pa 88. rezultat (2272,72). Sedaj moramo isto narediti še za vse druge stranke, rezultate pa enako razdelimo v tabelo enega ob drugega. Sedaj med vsemi rezultati poiščemo 88 največjih in označimo katerim strankam pripadajo, kajti toliko največjih rezultatov, kolikor jih ima posamezna stranka, toliko mandatov bo imela v DZ. Za število mandatov, ki jih še dobi posamezna stranka poleg teh, že dobljenih na ravni volilnih enot, tako izračunamo le še razliko med številom mandatov na ravni države in tistimi na ravni enot. Če je naša namišljena stranka na ravni volilnih enot dobila 10 mandatov, na ravni države pa 17, pomeni, da bo v državnem zboru zasedla 17 sedežev. 10 mandatov za stranko je torej že podeljenih in imena izvoljenih so znana, preostalih 7 dodatnih mandatov, ki jih je prejela naša namišljena stranka, pa se dodeli kandidatom v tistih volilnih enotah, kjer ima stranka največje absolutne vrednosti preostankov glasov v razmerju do Droopovega količnika. Če so bili mandati v tej enoti že razdeljeni (vseh 11), pa se mandat dodeli poslancem v enoti, kjer ima lista naslednji največji ostanek glasov.

### Razpis volitev
Predsednik republike Borut Pahor se je po posvetovanju s poslanskimi skupinami državnega zbora odločil, da bo v februarju 2022 podpisal odlok o razpisu rednih volitev v državni zbor, v katerem bo kot dan glasovanja določil prvi možni datum, ki je 24. april 2022. Nekatere opozicijske stranke so ob tej priložnosti izrazile željo, da bi bile volitve predčasne. Predsednik SNS-ja Zmago Jelinčič se je edini zavzel za kasnejši datum volitev.
Pahor je odlok o razpisu rednih volitev podpisal 9. februarja 2022. Ob tej priložnosti je tudi pojasnil, da bo mandat za sestavo vlade zaupal tistemu, ki bo svojo podporo v državnem zboru potrdil s podpisi vsaj 46 poslank in poslancev. S tem je napovedal prekinitev običajne prakse, kjer je v preteklosti mandat za sestavo vlade ponavadi dobila relativna zmagovalka volitev.

### Vlaganje kandidatnih list
V ponedeljek, 21. marca 2022 so kot prvi kandidatno listo vložili v strankah SAB, SD in Piratski stranki.
V torek, 22. marca so jim sledili v Gibanju Svoboda, Levici in stranki Resni.ca ter ljudski listi Zdrava družba.
V sredo, 23. marca so kandidate vložili še v stranki DeSUS ter gibanju Povežimo Slovenijo.
V četrtek, 24. marca so kandidature v vseh volilnih enotah vložili še v stranki Vesna in Domovinski ligi, skupno listo kandidatov pa sta vložili še Dobra država in nova stranka Naša prihodnost.
Kandidaturo so v teh dneh vložili tudi v neparlamentarnih strankah Za ljudstvo Slovenije ter Naša dežela in v parlamentarnih SDS, Novi Sloveniji, LMŠ in SNS.
Do 24. marca 2022 ob polnoči so kandidate liste vložili v skupno 20 strankah.
Pri vlaganju kandidatur naj bi imeli težave Lista Borisa Popoviča ter Zavezništvo Osvobodimo Slovenijo.

### Sodelujoče politične stranke
Naslednje stranke so nastopile na volitvah: (Izmed strank, ki so imele poslance v tedanjem sklicu, je stranka LIDE napovedala, da se ne bo udeležila volitev v DZ.)
| Stranka | Stranka  | Stranka | Predsednik | Sedeži v DZ | Sedeži v DZ    |
| Stranka | Stranka  | Stranka | Predsednik | 2018        | Na dan volitev |
| ------- | -------- | --- | --- | ----------- | -------------- |
|         | DeSUS    | DeSUS - Demokratična stranka upokojencev Slovenije                                                                                  | Ljubo Jasnič | 5 / 90      | 4 / 90         |
|         | DOM      | Domovinska liga | Bernard Brščič | odsotna     | 0 / 90         |
|         | Resni.ca | Državljansko gibanje Resni.ca | Zoran Stevanović | odsotna     | 0 / 90         |
|         | SVOBODA! | Gibanje SVOBODA | Robert Golob | odsotna     | 2 / 90         |
|         | Levica   | Levica | Luka Mesec | 9 / 90      | 7 / 90         |
|         | L'BP     | Lista Borisa Popoviča | Boris Popovič | odsotna     | 0 / 90         |
|         | LMŠ      | Lista Marjana Šarca | Marjan Šarec | 13 / 90     | 14 / 90        |
|         | ND       | NAŠA DEŽELA stranka dr. ALEKSANDRE PIVEC                                                                                            | Aleksandra Pivec | odsotna     | 1 / 90         |
|         | ZD       | Nestrankarska LJUDSKA LISTA gibanja Zdrava družba                                                                                   | Polona Kambič | 0 / 90      | 0 / 90         |
|         | NSi      | Nova Slovenija - krščanski demokrati                                                                                                | Matej Tonin | 7 / 90      | 7 / 90         |
|         | Pirati   | Piratska stranka | Boštjan Tavčar | 0 / 90      | 0 / 90         |
|         | SNP + DD | Skupna lista Naša prihodnost in Dobra država DD, SNP, ZzD, SOS                                                                      | Smiljan Mekicar Ivan Gale Alenka Muhič Gaber Marolt                                                                            | odsotna     | 1 / 90         |
|         | PoS      | Povežimo Slovenijo NLS, SLS, NS, Konkretno, Zeleni                                                                                  | Željko Vogrin Marjan Podobnik Andrej Magajna Zdravko Počivalšek Andrej Čuš                                                     | odsotna     | 4 / 90         |
|         | SDS      | Slovenska demokratska stranka | Janez Janša | 25 / 90     | 26 / 90        |
|         | SNS      | Slovenska nacionalna stranka | Zmago Jelinčič Plemeniti | 4 / 90      | 3 / 90         |
|         | SD       | Socialni demokrati | Tanja Fajon | 10 / 90     | 13 / 90        |
|         | SAB      | Stranka Alenke Bratušek | Alenka Bratušek | 5 / 90      | 6 / 90         |
|         | VESNA    | VESNA – zelena stranka | Urša Zgojznik in Uroš Macerl                                                                                                   | odsotna     | 0 / 90         |
|         | ZLS      | Za ljudstvo Slovenije | Anica Bidar | odsotna     | 0 / 90         |
|         | ZOS      | Zavezništvo Osvobodimo Slovenijo ZSi, NSD, SAK, SSN, Fronta narodne rešitve, Stara pravda - stranka prava, SAS, Rodna zemlja, Sloga | Andrej Šiško Marjan Poljšak Aleksander Kamenik Miha Majc Srečko Šorli Ludvik Poljanec Klemen Piber Jasna Martinjak Janko Veber | odsotna     | 0 / 90         |

### Posebnosti volitev

#### Epidemija COVID-19
Glavni članek: Pandemija koronavirusne bolezni 2019 v Sloveniji
Ukrepi proti koronavirusu so bili ena glavnih tem volilne kampanje.
Okuženi s koronavirusom so lahko volili, če so do 20. aprila oddali vlogo s potrdilom o izolaciji. V Inštitutu 8. marec so opozorili, da bo tistim, ki se bodo okužili po 20. aprilu, kršena volilna pravica.

#### Vojna v Ukrajini
Glavni članek: Ruska invazija na Ukrajino (2022)
Levica je ostro obsojala rusko invazijo na Ukrajino, toda nasprotovala letalski vojni nad Ukrajino, ki bi vodila v eskalacijo vojne. SDS je popolnoma podpirala ukrajinsko vlado Zelenskega in menila, da bi morali uvesti območje prepovedi letenja.

### Opazovanje volitev
Volitve je spremljala in ocenjevala misija Urada za demokratične institucije in človekove pravice pri OVSE. Urad je v poročilu glede odločitve za napotitev misije v Slovenijo navedel, da načeloma zaupa v volilno zakonodajo in korektnost pristojnih volilnih organov, vendar se jim zdi smiselno ocenjevanje nekaterih drugih vidikov volilnega procesa (zlasti vodenje volilnih kampanj in preglednosti oz. transparentnosti financiranja kampanj, medijskega poročanja glede volitev in medijskega okolja nasploh).

## Predvolilna kampanja

### Plakati pred uradnim začetkom kampanje
Po zakonu o volilni in referendumski kampanji se volilna kampanja lahko začne najprej 30 dni pred dnem glasovanja, končati pa se mora najkasneje 24 ur pred dnem glasovanja. Kljub temu so stranke, predvsem Povežimo Slovenijo, Konkretno in SDS, pa tudi SD in NSi, že več kot dva meseca pred volitvami izobesile številne plakate. To so tudi stranke, ki imajo na razpolago največ denarja.
Uradni govorec liste Povežimo Slovenijo je za Radio Prvi v prispevku na temo plakatov izjavil, da "gre bolj za izgradnjo nekih gibanj, nekih strank in ne gre toliko v smeri tega, da bi šlo že za samo politično kampanjo.” V istem prispevku je nekdanji tajnik LDS Bogdan Biščak rekel, da je v primeru Konkretno "povsem jasno" da gre za politično kampanjo.

### Predvolilna soočenja
V času predvolilne kampanje na TV SLO 1 so med drugim vsak ponedeljek in četrtek organizirali predvolilna soočenja, posebej za zunajparlamentarne stranke v četrtek ob 17:00 in za parlamentarne v ponedeljek in četrtek ob 20:00. Zadnji teden pred volitvami je bilo soočenje parlamentarnih strank izjemoma v torek zaradi velikonočnega ponedeljka. Na Prvem programu Radia Slovenija so med drugim potekala ob sredah ob 17:00. Sklepno soočenje so pripravili še zadnji dan pred volilnim molkom. Na POP TV so bila organizirana vsak ponedeljek ob 20:00 in v petek pred volitvami, 22. aprila, prav tako ob 20:00. Na Planet TV pa so soočenja pripravljali v sklopu oddaj Slovenija izbira, ki so nastajale v koprodukciji z Nova24TV. Sodelovanje z njimi so redno zavračali v strankah Gibanje Svoboda, Levica in LMŠ, kot razlog pa so navajali madžarsko lastništvo omenjenih medijev. Soočenja je organiziral tudi portal N1, in sicer vsak torek ob 18h.

#### Status parlamentarne stranke na TV Slovenija
V času predvolilne kampanje so na TV SLO 1 organizirali predvolilna soočenja, posebej za zunajparlamentarne stranke in posebej za parlamentarne, na Prvem programu radia Slovenija pa so poleg ločenih soočenj organizirali tudi soočenja predsednikov vseh strank. Tekom predvolilne kampanje se je status nekaterih strank spremenil iz neparlamentarne v parlamentarno stranko:
V ponedeljek, 28. marca 2022 je vodstvo RTV Slovenija sporočilo, da bo stranka Naša dežela Aleksandre Pivec na njihovih soočenjih obravnavana kot parlamentarna stranka. Za tak korak so se po njihovih navedbah odločili, ker sta k stranki prestopila Branko Simonovič in Ivan Hršak, članica stranke pa je prav tako poslanka Mateja Udovč. To potezo so ostro obsodili v stranki DeSUS in dodali, da gre za čisti napad na ugled in na dobro ime DeSUSa; izjava se nanaša na nedavno izjavo Pivčeve, ki je svojo stranko razglasila za pravno naslednico stranke DeSUS.
Dober teden dni kasneje, 6. aprila 2022, je sodišče ugodilo še stranki Gibanje Svoboda, ki jo vodi Robert Golob. Zaradi priznanja statusa Pivčevi so namreč vložili tožbo, po njihovem mnenju zaradi neenakopravne in diskriminatorne obravnave s strani RTV Slovenija; stranka ima v svojih vrstah dva poslanca aktualnega sklica, to sta Jurij Lep in Janja Sluga. Od četrtka istega tedna so tako tudi oni nastopali v soočenjih parlamentarnih strank na TV Slovenija.
V ponedeljek, 11. aprila so status parlamentarne stranke priznali še skupni listi in Dobre države in Naše prihodnosti. Slednja je imela v državnem zboru nekdanjo poslanko Levice Violeto Tomić, zato je RTV Slovenija sprejela to odločitev. Odtlej je na parlamentarnih soočenjih na RTV nastopalo skupno 12 strank.

#### Zadnje predvolilno soočenje na TV Slovenija
V četrtek, 21. aprila se je na Televiziji Slovenija odvilo še zadnje in v javnosti precej odmevno predvolilno soočenje. Zaradi nestrinjanja z načinom vodenja Igorja Pirkoviča je oddajo v drugi uri soočenja zapustila celotna opozicija; najprej Zmago Jelinčič (SNS), sledili pa so mu še Luka Mesec (Levica), Ljubo Jasnič (DeSUS), Tanja Fajon (SD), Marjan Šarec (LMŠ) in nazadnje Alenka Bratušek (SAB). Naslednjega dne so se začeli vrstiti pozivi k odstopu generalnega direktorja RTV Slovenija Andreja Graha Whatmougha ter odgovorne urednice informativnega programa Jadranke Rebernik. Od soočenja so se med drugim distancirali tudi v Aktivu informativnega programa TVS, kjer so izrazili mnenje, da kakovost četrtkovega soočenja ni dosegala niti minimalnih programskih standardov za RTV Slovenija.

## Aktivnost civilne družbe
Zakon za odpravo škodljivih ukrepov vlade
V Inštitutu 8. marec so 10. januarja 2022 predstavili predlog zakona, s katerim naj bi odpravili škodljive ukrepe oblasti. Podpise so po iz strani državnega zbora zahtevanih dopolnilih začeli zbirati 30. marca 2022. Potrebnih 5.000 podpisov (s čimer bi dosegli, da ga državni zbor mora obravnavati) so po lastnih navedbah zbrali že prvi dan, kot cilj pa so si zadali vsaj 60000 podpisov. Člani in podporniki inštituta so z namenom promoviranja zakona potovali po Sloveniji. Hkrati s promoviranjem zakona so ljudi tudi vzpodbujali, naj gredo volit.
Opozicijske stranke SD, LMŠ, Levica in SAB so pobudo podprle, nekateri predstavniki teh strank pa so jo tudi javno podpisali in oddali. Pobudo so podprli tudi v Gibanju svoboda.
Koalicijske stranke SDS, NSi in Konkretno (Povežimo Slovenijo) so se odzvale, da ni potrebe po odpravi vladnih ukrepov, saj da ti niso bili škodljivi. Pri tem so predstavniki teh strank tudi delili mnenje, da je ravnanje inštituta v nasprotju s pravili in morda tudi zakoni. Trdili so, da inštitut izvaja volilno kampanjo, ki pa je po zakonu dovoljena samo političnim strankam.
Kampanja Gremo volit
Sindikat taksistov je v okviru kampanje Gremo volit v sodelovanju z Inštitutom 8. marec na dan volitev nudil brezplačne prevoze do volišč osebam, ki so se soočale z izzivi pri dostopanju do volišč (starejše državljane in ranljivejše posameznike), v ta namen pa so zasnovali tudi namensko aplikacijo. K sodelovanju pri nudenju prevozov na volišča so povabili tudi prostovoljce.
Inšpektorat za notranje zadeve je po več anonimnih prijavah zaradi domnevnih kršitev volilne zakonodaje uvedel postopek zoper Inštitut 8. marec. Inštitutu je inšpektorat 1. aprila poslal poziv za posredovanje informacij v zvezi s kampanjo Gremo volit. Proti inštitutu ni bil uveden postopek o prekršku.
Opazovalci iniciative Glas ljudstva v cerkvah
Civilna iniciativa Glas ljudstva je pred rednimi volitvami napovedala, da bodo na dan volitev njihovi opazovalci prisotni pri nedeljskih mašah, kjer bodo spremljali, ali med mašami duhovniki udeležence nagovarjajo, koga naj odidejo volit (kar bi predstavljalo kršitev volilnega molka). V iniciativi so se za opazovanje maš odločili, saj naj bi opazili nagovarjanje volivcev v cerkvah.
Zaradi napovedane akcije Glasa ljudstva je Gibanje za otroke in družino podalo kazensko ovadbo zoper Teo Jarc, ki je na tiskovni konferenci iniciative napovedala akcijo, saj so v akciji prepoznali »javno spodbujanja ali razpihovanje sovraštva, nasilja in nestrpnosti, ki temelji na verski pripadnosti«.

## Volitve

### Zapleti in kritike izvedbe volitev
Napačno natisnjene glasovnice in pomanjkanje papirja
Ob tisku glasovnic je podjetje Cetis 6. aprila iz ene od volilnih enot prejelo opozorilo o neskladnosti logotipov nekaterih strank na glasovnicah. Pred preklicem tiska napačno zasnovanih glasovnic je že bilo natisnjenih okoli 40.000 glasovnic, nekatere od teh pa so bile tudi že predane Pošti Slovenije. Glasovnice so bile preklicane in uničene.
Ob ponovnem tisku glasovnic so bile glasovnice ponovno narobe zasnovane, saj je bil pri eni od strank uporabljen zastarel logotip (kljub temu, da je stranka DVK posredovala aktualni logotip). V DVK so krivdo za napako pripisali eni od zaposlenih, ki naj bi podjetju Cetis ob preverjanju logotipov ponovno posredovala star logotip z zagotovilom, da je ustrezen; omenjena uslužbenka je po incidentu odšla na bolniški dopust. Tako so v DVK 7. aprila Cetis spet obvestili o nepravilnosti in vnovično uničili še 110.000 dodatnih nepravilno natisnjenih glasovnic.
V DVK so bili tako primorani uničiti skupno 150.000 glasovnice zaradi napačnih logotipov, tisk pravilno zasnovanih glasovnic se je tako začel šele 8. aprila, 10. aprila pa so bili v Cetis primorani ustaviti tisk, saj jim je zmanjkalo razpoložljivega papirja.
Zaradi napak in posledičnih zamud pri tisku glasovnic so okrajne volilne komisije glasovnice prejele z zamikom, pakiranje volilnega materiala za glasovanje v tujini se je zakasnilo, v dveh volilnih enotah pa je v volilnih razglasih ostal zastarel neprimeren logotip stranke.
Zamude pri predaji volilnega gradiva Pošti Slovenije
Zaradi napak in zapletov pri tisku glasovnic se je pakiranje volilnega gradiva za glasovanje v tujini pričelo z zamikom.
Odpoved organiziranja glasovanja iz tujine iz Rusije
Ministrstvo za zunanje zadeve je odločilo, da zaradi varnostnih razmer, logističnih pogojev poslovanja in ustavitve poštnega prometa z Rusko federacijo glasovanja na slovenskem veleposlaništvu v Moskvi ne bo mogoče izpeljati. DVK je odločil, da zaradi zastoja poštnega prometa med državama in nezanesljivih internih komunikacijskih poti znotraj Rusije glasovanja po pošti iz Rusije ne bo mogoče izvesti; oceni DVK je pritrdila tudi Pošta Slovenije.
Izginotje v Argentino polsnih glasovnic
DVK je v Argentino za namen glasovanja po pošti iz tujine poslal 6200 glasovnic. 630 od teh glasovnic (za 9 volilnih okrajev) se je izgubilo. DVK je izrazil sum, da so bile glasovnice ukradene in pristojnim organom naznanil utemeljen sum odtujitve volilnega gradiva. Kot izredni ukrep je DVK posledično na argentinsko veleposlaništvo poslal nadomestne glasovnice v PDF formatu, da bo naslovnikom izgubljenih glasovnic tako omogočeno uresničevanje volilne pravice.
Premajhno število glasovnic na nekaterih voliščih
Na dan rednih volitev je v dveh voliščih v Ljubljani - na voliščih v Bizoviku in Senožetih - zmanjkalo glasovnic, zaradi česar je bilo potrebno ta volišča začasno zapreti dokler na volišča niso bile dostavljene dodatne glasovnice, glasovanje pa je bilo nato na teh voliščih podaljšano.
Domnevna odtujitev glasovnic na Dolu pri Ljubljani
Na dan rednih volitev je bilo na volišču v Gasilskem domu Laze na Dolu pri Ljubljani domnevno pred začetkom glasovanja odtujenih 20 neizpolnjenih glasovnic. Pristojni so zaradi suma kraje obvestili policijo, ki je glede zadeve sprožila preiskavo, volilni odbori volilnega okraja pa so bili opozorjeni, naj bodo pri izvedbi volitev in štetju glasov še posebej pozorni. Volilni okraj nato pri ugotavljanju izida glasovanja ni ugotovil nepravilnosti.
Neznan bel prah na glasovnici
Na dan rednih volitev je bilo po navedbah okrajne volilne komisije Grosuplje na volišču OŠ Louisa Adamiča v Grosupljem potrebno začasno prekiniti štetje glasov, saj se je iz ene glasovnice vsul neznan bel prah. Štetje glasovnice se je nadaljevalo, ko so pristojni organi končali preiskavo incidenta.
Očitki o glasovnicah brez žiga
Na družbenih omrežjih so se v zvezi z volitvami pojavile objave, v katerih so uporabniki trdili, da nekatere glasovnice niso bile ustrezno ožigosane. Očitke o neožigosanih glasovnicah je v prispevku navajala tudi Nova24TV in se pri tem sklicevala na objave na Twitterju. DVK je v odzivu na navedbe navedla, da gre pri objavah za nedopustno manipulacijo, pri kateri je na fotografijah glasovnic žig namenoma odrezanim ali zakrit. DVK je prav tako zatrdila, da imajo volivci v primeru, da bi dejansko prejeli glasovnice brez ustreznega žiga, pravico do pravnega varstva, pri čemer mora o tem presojati pristojna volilna komisija volilne enote oz. okrajna volilna komisija.

### Rezultati
|         |             | |            |           |             |           |
| Stranka | Stranka     | Stranka | Rezultati  | Rezultati | Rezultati   | Rezultati |
| Stranka | Stranka     | Stranka | Št. glasov | %         | Št. sedežev | +/-       |
|         | Svoboda     | Gibanje Svoboda                                                                                                | 410.769    | 34,45     | 41 / 90     | na novo   |
|         | SDS         | Slovenska demokratska stranka - SDS                                                                            | 279.897    | 23,48     | 27 / 90     | 2         |
|         | NSi         | Nova Slovenija - Krščanski demokrati                                                                           | 81.794     | 6,86      | 8 / 90      | 1         |
|         | SD          | Socialni demokrati - SD                                                                                        | 79.709     | 6,69      | 7 / 90      | 3         |
|         | L           | Levica | 53.234     | 4,46      | 5 / 90      | 4         |
|         |             | |            |           |             |           |
|         | NS          | Italijanska in madžarska narodna skupnost                                                                      |            |           | 2 / 90      | 0         |
|         |             | |            |           |             |           |
|         | LMŠ         | Lista Marjana Šarca - LMŠ                                                                                      | 44.401     | 3,72      | 0 / 90      | 13        |
|         | PoS         | Povežimo Slovenijo (Konkretno, Zeleni, SLS, NLS, NS)                                                           | 40.612     | 3,41      | 0 / 90      | 10        |
|         | Resni.ca    | Državljansko gibanje Resni.ca                                                                                  | 34.107     | 2,86      | 0 / 90      | na novo   |
|         | SAB         | Stranka Alenke Bratušek                                                                                        | 31.117     | 2,61      | 0 / 90      | 5         |
|         | ZD          | Nestrankarska ljudska lista gibanja Zdrava družba                                                              | 21.021     | 1,76      | 0 / 90      | na novo   |
|         | SNP + DD    | Naša prihodnost in Dobra država                                                                                | 20.279     | 1,70      | 0 / 90      | 0         |
|         | Pirati      | Piratska stranka Slovenije                                                                                     | 19.480     | 1,63      | 0 / 90      | 0         |
|         | Naša dežela | Naša dežela stranka dr. Aleksandre Pivec                                                                       | 17.846     | 1,50      | 0 / 90      | na novo   |
|         | SNS         | Slovenska nacionalna stranka - SNS                                                                             | 17.736     | 1,49      | 0 / 90      | 4         |
|         | VESNA       | VESNA - zelena stranka                                                                                         | 16.089     | 1,35      | 0 / 90      | na novo   |
|         | ZLS         | Za ljudstvo Slovenije                                                                                          | 8.340      | 0,70      | 0 / 90      | na novo   |
|         | DeSUS       | DeSUS - Demokratična stranka upokojencev Slovenije                                                             | 7.840      | 0,66      | 0 / 90      | 5         |
|         | LBP         | Lista Borisa Popoviča - Digitalizirajmo Slovenijo                                                              | 5.174      | 0,43      | 0 / 90      | na novo   |
|         | DOM         | Domovinska liga - DOM                                                                                          | 2.117      | 0,18      | 0 / 90      | na novo   |
|         | ZOS         | ZOS - Zavezništvo Osvobodimo Slovenijo (Gibanje Zedinjena Slovenija - ZSi in Stranka slovenskega naroda - SSN) | 563        | 0,05      | 0 / 90      | na novo   |
|         | ZSi         | Gibanje Zedinjena Slovenija                                                                                    | 168        | 0,01      | 0 / 90      | 0         |

| Glasovnice                    | Št. glasov | % glasovnic |
| ----------------------------- | ---------- | ----------- |
| Glasovi izvoljenim strankam   | 905.403    | 75,24 %     |
| Glasovi neizvoljenim strankam | 297.970    | 24,76 %     |
|                               |            |             |
| Veljavne glasovnice – skupaj  | 1.192.293  | 99,08 %     |
| Neveljavne glasovnice         | 11.080     | 0,92 %      |
| Skupaj                        | 1.203.373  | 100,00 %    |

#### Splošna volilna udeležba
Po podatkih volilne komisije je bila volilna udeležba več kot 70-odstotna, kar je najvišja volilna udeležba po letu 2000. Volilna udeležba na predčasnih volitvah, ki so potekale od 19. do 21. aprila, je bila 7,67-odstotna, kar je rekordna udeležba na predčasnih volitvah in referendumih.
Zaradi visoke volilne udeležbe je bila na predčasnem glasovanju na voliščih gneča, volivci pa so bili primorani čakati v vrsti. DVK je tudi napovedal, da bo na dan rednih volitev glede na veliko število vlog za glasovanje na voliščih OMNIA (na katerih lahko volivci volijo izven kraja stalnega prebivališča) gneča verjetno prisotna tudi na teh voliščih.
Volilna udeležba
| Dan                            | Št. volivcev | % volilnih upravičencev |
| ------------------------------ | ------------ | ----------------------- |
| Predčasno glasovanje – torek   | 35.754       | 2,10                    |
| Predčasno glasovanje – sreda   | 48.455       | 2,87                    |
| Predčasno glasovanje – četrtek | 45.941       | 2,70                    |
| Predčasno glasovanje – skupno  | 130.151      | 7,67                    |

| Ura                                                                       | Št. volivcev | % volilnih upravičencev |
| ------------------------------------------------------------------------- | ------------ | ----------------------- |
| Nedelja – do 11.00 (v podatke niso všteti podatki predčasnega glasovanja) | 356.976      | 21,05                   |
| Nedelja – do 16.00 (v podatke niso všteti podatki predčasnega glasovanja) | 836.081      | 49,30                   |
| Nedelja – do 16.00 – skupno                                               | 966.232      | 56,97                   |
| Končna uradna volilna udeležba                                            | 1.203.522    | 70,97 %                 |

#### Udeležba po volilnih enotah
| Volilna enota      | Št. volilnih upravičencev | Udeležba | Udeležba 2022 | Udeležba 2018 | Sprememba |
| ------------------ | ------------------------- | -------- | ------------- | ------------- | --------- |
| Kranj              | 208.687                   | 154.722  | 74,14 %       | 55,48 %       | 18,66     |
| Postojna           | 209.311                   | 145.599  | 69,56 %       | 49,75 %       | 19,81     |
| Ljubljana-Center   | 219.487                   | 167.179  | 75,26 %       | 57,29 %       | 17,97     |
| Ljubljana-Bežigrad | 208.503                   | 153.531  | 73,63 %       | 54,91 %       | 18,72     |
| Celje              | 211.981                   | 151.805  | 71,61 %       | 53,98 %       | 17,63     |
| Novo mesto         | 218.504                   | 153.736  | 70,36 %       | 50,24 %       | 20,12     |
| Maribor            | 208.281                   | 141.498  | 67,94 %       | 49,67 %       | 18,27     |
| Ptuj               | 211.042                   | 137.452  | 65,13 %       | 49,41 %       | 15,72     |

## Povolilno dogajanje

### Sestavljanje koalicije
Robert Golob je že dva dni po volitvah začel s pogajanji za oblikovanje nove vlade. V torek se je tako na delovnem kosilu srečal s predsednico SD Tanjo Fajon, istega dne pa je imel prvo neformalno srečanje tudi s predsednikom republike, Borutom Pahorjem. Omenil je tudi morebitno sodelovanje s strankama LMŠ in SAB, ki bi lahko imeli predstavnike v novi vladi, četudi se nista uvrstili v parlament.
V četrtek, 29. aprila je v javnost prišla novica, da bo parlament prvič v zgodovini vodila ženska, saj naj bi nova predsednica Državnega zbora postala Urška Klakočar Zupančič, podpredsednica Gibanja Svoboda. Ponudbo naj bi že sprejela, s tem pa tudi ni več v igri za vodenje pravosodnega ministrstva.
Ministrske vloge naj bi bile povečini razdeljene do 3. maja, za nekatere resorje so bili že prej znani morebitni kandidati. Tako bi lahko zdravstveni resor prevzel ortoped Danijel Bešič Loredan, notranje ministrstvo bi pripadlo nekdanji direktorici policije Tatjani Bobnar, zunanje zadeve pa bi vodila Tanja Fajon. Za pravosodno ministrstvo sta se omenjali dve kandidatki, in sicer Dominika Švarc Pipan in Andreja Katič iz stranke SD.

### Odzivi strank
Slovenska demokratska stranka
Ob zaprtju volišč je Janša v nagovoru povedal, da so v SDS vselej pripravljeni na sodelovanje, bodisi v opoziciji, bodisi v vladi. Vodja poslanske skupine SDS Daniel Krivec je navedel, da se rezultat stranke glede na predhodne volitve ni poslabšal, saj so prejeli eno poslansko mesto več kot poprej, a da je bil rezultat vseeno nekoliko pod pričakovanji in da jih preseneča dejstvo, da volivci niso nagradili njihovega dela.
Po volitvah se je sešel izvršni odbor stranke SDS. Po neuradnih informacijah 24ur naj bi izvršilni odbor stranke SDS med drugim odločal o možnosti umika Janeza Janše z položaja vodje stranke; v odzivu so viri stranke zanikali, da bi izvršilni odbor razpravljal o takšni pobudi.
Poslanec SDS Branko Grims je dan po volitvah izrazil prepričanje, da bilo za stranko bolje, če bi se odločili za predčasne volitve še pred poletjem leta 2020, kot je tedaj edini v stranki zagovarjal sam, saj da tako "Časa za nov obraz ne bi bilo in desni bi imeli ustavno večino."
Tri dni po volitvah je Janša objavil zapis, v katerem je komentiral izid volitev. V izjavi je navedel, da so v SDS uspešno nadzirali volitve in zatrdil, da kljub več pomanjkljivostim "za mnoge nenavaden rezultat volitev verjetno ni tak zaradi kake splošne zarote DVK". Vzroke za nezadovoljiv rezultat volitev je Janša pripisal negativnemu poročanju določenih medijev, molku "intelektualne sredine", zaničevanju in zastrahovanju Janše in volivcev SDS ter "peščici" nesovražnih medijev, lastnim napakam, neudeležbe dela razočaranih in zapostavljenih prebivalcev podeželja, in pa politizaciji državnih in javnih institucij ter civilne družbe. Za konec je Janša zapisal, naj "vsak [...] sam sebe iskreno vpraša, ali je res naredil vse, kar zmore" in zaključil z: "Oglaša se veliko takih, ki so se vedno pripravljeni boriti do zadnje kaplje krvi. Naše, ne svoje. In predvsem zase. SDS, kot slovenska in demokratična, pa se je vedno borila ZA Slovenijo[emoji slovenske zastave], zato sprejema tudi tak rezultat volitev, nikoli ne obupa in GRE NAPREJ."  Janša je v govoru februarja 2023 dejal, da je SDS na prek svojega članstva v okviru volilnih odborov in zaupnikov uspešno nadzirala izvajanje volitev na volilni dan, zato da so sumi volivcev o volilnih goljufijah zoper SDS neutemeljeni. Vseeno pa je Janša izrazil stališče, da je se je izvajanje volitev soočalo z sistemskimi pomankljivostmi, in sicer zaradi sistematičnega ukinjanja volišč v podeželjskih volilnih okrajih (kar naj bi zniževalo volilno udeležbo in izkazovalo zaničevalen odnos do prebivalcev podeželja) in pomankanje neodvisnega nadzora nad shranjenimi oddanimi glasovnicami iz predčasnih volitev do štetja teh glasovnic na dan volitev; slednji izziv naj bi bil še posebej pereč zaradi naraščujočega števila oddanih glasovnic na predčasnih volitvah, rešitev pa Janša vidi v sprotnem preštevanju glasovnic predčasnih volitev. Janša je ob izrazil prepričanje, da se teh problemov ne naslovi, ker da DVK obvladuje politična levica.
Socialni demokrati
Dva dni po volitvah je zaradi slabega volilnega rezultata s funkcije podpredsednika SD odstopil Jernej Pikalo.
Ker je bila za poslanko SD izvoljena tudi evropska poslanka SD Tanja Fajon, ji po pravilih z nastopom nove funkcije preneha mandat v evropskem parlamentu. V četrtek, 28. aprila je bilo tako uradno potrjeno, da jo bo na njenem mestu zamenjal trenutni poslanec Matjaž Nemec, ki ni bil ponovno izvoljen v državni zbor. Med možnimi kandidati za naslednico Fajonove sta bili še Dominika Švarc Pipan in Neva Grašič.
Levica
Dan po volitvah so zaradi nezadovoljivega rezultata na volitvah odstop svetu stranke Levica ponudili koordinator stranke Luka Mesec kot tudi celoten izvršilni odbor stranke. Mesec se je že pred javno naznanitvijo ponudbe odstopov slišal z Golobom, ki naj bi zagotovil, da bo pred pričetkom koalicijskih pogajanj počakal na odločitev sveta Levica.
Lista Marjana Šarca
V ponedeljek, 2. maja se je sestal še izvršni odbor stranke LMŠ. Kljub temu, da je stranka ostala tik pod parlamentarnim pragom (dobila je 3,73 % glasov), mu je odbor izrekel soglasno podporo.
Slovenska nacionalna stranka
Zmago Jelinčič je po volitvah dejal, da verjame, da so bili rezultati volitev dokazljivo prirejeni prek sistematične zarote. Izrazil je prepričanje, da se je pristne glasovnice na voliščih zamenjavalo z lažnimi, da se je volivce na volilnih spiskih preštevalo narobe in da so bila na voliščih podstavljena pisala z izginjajočim črnilom. Dejal je, da naj bi se glasove odštevalo strankam SDS, SNS in Povežimo Slovenijo, in da naj bi se zarota pripravljala vse od oblikovanja tretje Janševe vlade ter da meni, da so pri tem sodelovale tudi tuje obveščevalne službe. Izrazil je prepričanje, da stranka, ki jo vodi, ni presegla parlamentarnega praga prav zaradi volilne goljufije. Povedal je še, da je o svojih očitkih po volitvah govoril s predstavnikoma mednarodnih opazovalcev volitev OSCE ODIHR, ki da sta njegove očitke vzela resno.

### Retrospektivne raziskave volilnega namena
Povolilna analiza Valicon
Valicon je 26. aprila objavil povolilno raziskavo, v kateri je primerjal razhajanja med izraženo volilno namero in dejansko izbiro na voliščih med istimi anketiranci. Raziskava je bila izvedena med 24. in 26 aprilom in se je pričela takoj po zaprtju volišč, v njej pa je sodelovalo 2.960 vprašanih (od vzorčne skupine 4.836 oseb). Raziskava je ugotovila, da se je velik del volivcev za svojo izbiro odločil šele v zadnjih dneh pred volitvami in da veliko volivcev zaradi taktičnega glasovanja ni glasovalo za svojo prvo izbiro.
Delež tistih, ki so se odločali šele v zadnjih dneh oz. zadnji dan, je bil primerljiv s predhodnimi volitvami, a je tokrat takšno pozno odločanje bistveno vplivalo na dejanski izid volitev. O izbiri se je tako 20 % volivcev odločalo v zadnjih tednih pred volitvami, 9 % v zadnjem tednu pred volitvami, 13 % volivcev odločalo v zadnjih dneh pred volitvami in 14% na dan volitev (od slednjih slaba polovica šele ob izpolnjevanju volilnega lističa); o izbiri je v zadnjih dneh pred volitvami je tako skupaj odločalo 27 % volivcev, v zadnjem tednu pa skupaj 36 % volivcev. Že dolgo pred volitvami je bilo medtem odločenih 44 % volivcev. Visok delež volivcev, ki so se glede izbire odločali malo pred volitvami, je botroval taktičnemu glasovanju.
Skupno je za stranko, ki ni bila njihova pristna prva izbira, glasovalo 46 % volivcev. Od tega je desetina volivcev, ki so glasovali taktično, to odločitev sprejelo že bolj zgodaj in niso izražali možnosti spremembe svoje odločitve.
Taktično glasovanje je najbolj koristilo Gibanju Svoboda, ki je s tem poželo maksimalni možni rezultat glede na razpoložljive potencialne volivce; takšnega fenomena Valicon ni zabeležil še nikoli poprej. Zaradi taktičnega glasovanja je rezultat nekoliko izboljšala tudi SDS (čeprav je svoj rezultat predvsem izboljšala na račun siceršnjih volivcev NSi in negotovih udeležencev, manj pa na račun taktičnega glasovanja). Preostale stranke so na račun taktičnega glasovanja glasove izgubljale. NSi je edina stranka, ki je zaradi taktičnega glasovanja volivce izgubljala tako Gibanju Svoboda kot SDS.
Če bi vsi volivci na volitvah dejansko glasovali za pristno prvo izbiro, bi bil izid volitev glede na Valiconovo raziskavo najverjetnje sledeč: Gibanje Svoboda s 22,0 % (27 poslanskih mest), SDS z 16,7 % (21 poslanskih mest), SD z 11,5 % (14 poslanskih mest, NSi z 8,9 % (11 poslanskih mest), Levica z 7,0 % (9 poslanskih mest) in LMŠ s 5,4 % (7 poslanskih mest). Poleg tega je zgornja meja intervala zaupanja presegala parlamentarni prag še pri naslednjih strankah: Povežimo Slovenijo z 3,9 %, Resni.ca z 3,6 % in Pirati z 3,5 %.
Edini dve stranki, ki sta nekaj več glasov izgubili na račun neudeležbe siceršnjih volivcev na volitvah, sta bili SD in Levica (tako sta bila njuna rezultata nižja za približno 0,5-1 %).

### Povolilne oddaje
Na TV Slovenija so poročanje o volitvah pričeli s posebnimi poročili 11.00, sledila je oddaja Volitve so praznik ob 17.20, ob 19.50 pa je bila na sporedu povolilna oddaja s Katarino Golob, Igorjem Bergantom ter Jožem Možino.
Na POP TV so z osrednjo oddajo 24UR: Odločitev 2022 začeli ob 18. uri, vodila pa sta jo Petra Kerčmar in Jani Muhič.
Na Planet TV se je volilni večer začel ob 20.30 z oddajo Slovenija izbira: Rezultati.
Televizija TV3 je pripravila posebno volilno oddajo Faktor s pričetkom ob 18.30.